# Cristina Pittin
Cristina Pittin (* 14. Oktober 1998 in Tolmezzo) ist eine italienische Skilangläuferin.

## Werdegang
Pittin, die für den C.S. Esercito startet, nahm von 2014 bis 2018 vorwiegend an U18- und U20-Rennen im Alpencup teil. Dabei belegte sie in der Saison 2017/18 den neunten Platz in der U20-Gesamtwertung. Beim Europäischen Olympischen Winter-Jugendfestival 2015 in Steg lief sie auf den 12. Platz über 5 km Freistil, auf den zehnten Rang über 7,5 km klassisch und auf den neunten Platz im Sprint. Bei den Junioren-Skiweltmeisterschaften 2017 in Soldier Hollow gewann sie die Silbermedaille mit der Staffel. Zudem kam sie dort auf den 24. Platz im Sprint und auf den 18. Rang über 5 km Freistil. Ihre besten Platzierungen im folgenden Jahr bei den Junioren-Skiweltmeisterschaften in Goms waren der 14. Platz über 5 km klassisch und der sechste Rang mit der Staffel. In der Saison 2018/19 lief sie in Valdidentro ihre ersten Rennen im Alpencup und gab darauf in Toblach ihr Debüt im Weltcup, wo sie den 67. Platz über 10 km Freistil und den 65. Rang im Sprint belegte. Bei den U23-Weltmeisterschaften in Lahti lief sie auf den 25. Platz im Sprint, auf den 24. Rang über 10 km Freistil und auf den 14. Platz im 15-km-Massenstartrennen.
In der Saison 2019/20 errang Pittin mit sechs Top-Zehn Platzierungen den vierten Gesamtplatz im Alpencup. Bei den U23-Weltmeisterschaften in Oberwiesenthal Anfang März 2020 belegte sie den 15. Platz über 10 km klassisch, den 11. Rang im 15-km-Massenstartrennen und den zehnten Platz im Sprint. Zu Beginn der Saison 2021/22 erreichte sie in Ulrichen mit dem dritten Platz im 10-km-Massenstartrennen ihre erste Podestplatzierung im Alpencup. Im weiteren Saisonverlauf holte sie mit dem 39. Platz bei der Tour de Ski 2021/22 ihre ersten Weltcuppunkte und kam beim Saisonhöhepunkt, den Olympischen Winterspielen 2022 in Peking, auf den 47. Platz im Sprint, auf den 41. Rang im Skiathlon und auf den 33. Platz im 30-km-Massenstartrennen.
Ihr Cousin Alessandro Pittin ist in der Nordischen Kombination aktiv.